# Spintires
Spintires (literalmente "gira-neumáticos" en inglés) es un videojuego de simulación de vehículos todoterreno creado por el desarrollador ruso independiente Pavel Zagrebelnyj y publicado por el editor británico Oovee. En Spintires, los jugadores toman el control de vehículos 4x4 y los conducen a través de diferentes pistas en un terreno fangoso alejado de la carretera para completar los objetivos. El juego fue lanzado el 13 de junio de 2014 y desde entonces ha vendido más de un millón de copias. El 30 de octubre de 2017 se lanzó un juego derivado llamado MudRunner.  

## Jugabilidad
Spintires es un videojuego de simulación sobre todoterrenos que se desplazan en carreteras rusas no pavimentadas sin nada más que un mapa y una brújula. El objetivo del juego es transportar la carga a su destino sin agotar los recursos (como el combustible) y sin dañar el vehículo. Hay un modo para un solo jugador y un modo multijugador. 
El juego tiene en cuenta varias propiedades, como la física, el barro, la deformación del terreno, así como los controles de conducción y una transición día/noche. Debido al difícil terreno, los jugadores deben tener en cuenta todas las condiciones y conducir en consecuencia. Es decir, no pueden simplemente presionar "adelante" en su teclado para conducir en línea recta.
Los jugadores pueden elegir entre el modo casual y el modo extremo. En el modo extremo, por ejemplo, el consumo de combustible se incrementa y las rutas de los mapas para los jugadores no se muestran como una guía en la carretera mientras conducen. La cámara del juego se encuentra fuera del vehículo y se puede mover con el ratón. No existe la posibilidad de ver desde el interior del vehículo. 

## Desarrollo
El juego inicialmente recaudó $82 684 en Kickstarter en 2013. Unos días después de su lanzamiento, se convirtió en el videojuego más vendido en la plataforma Steam. 
En 2014, el desarrollador Pavel Zagrebelnyj alegó que Oovee tomó el dinero y cortó la comunicación, lo que hizo que no pudiera actualizarlo. Oovee, sin embargo, ha negado las acusaciones, diciendo que a Zagrebelnyj se le ha pagado en su totalidad y que no hay incumplimiento de contrato de ningún tipo por su parte. Más tarde, tanto Oovee como Zagrebelnyj atribuyeron la disputa a "problemas de comunicación" y afirmaron que una eventual secuela de Spintires era una posibilidad.
En diciembre de 2015, Oovee abrió el juego a su base de jugadores con el apoyo de Steam Workshop, gracias a lo cual pudimos ver su editor de camiones y mapas. Una publicación en la página de Spintires Steam por parte del gerente del estudio de Oovee, Reece Bolton, sugirió que Spintires no estaba acabado, como muchos habían sugerido, y mostraba signos de nuevas mejoras gráficas y adiciones al juego. 

## Lanzamiento y recepción
Spintires se lanzó el 13 de junio de 2014 y vendió más de 100 000 copias en julio. Christian Donlan, de Eurogamer, colocó a Spintires en la lista de los "Juegos del 2014" del sitio y escribió: "Spintires puede hacer que un lodazal parezca una gran puesta en escena, y que a ir a cero kilómetros por hora se sienta como toda una aventura. Spintires es un juego de modo libre en el que cargas el juego, eliges un personaje de cuatro ruedas y observas hasta dónde puedes llegar cuando puedes llenar una sola vez el tanque de gasolina", y agregó, además, que el juego era "feo, pero hermoso", y que él estaba "obsesionado con la belleza de su fealdad". 
Andy Kelly, de PC Gamer, le dio a Spintires una calificación de 60/100, elogiando el juego y la variedad de vehículos disponibles. Sin embargo, también encontró fallas en el alcance limitado y el sistema de cámara del juego: "[...] aunque crea que este videojuego es tan entrañable como extraño, y por mucho que admire su tecnología, no puedo decir que realmente lo haya disfrutado. Hay momentos en que apenas podrías calificar como trepidantes, como cuando casi vuelcas el todo-terreno y por poco derramas tu carga a tan solo unos metros del punto de entrega, o como cuando piensas que estás cruzando un estanque poco profundo para luego quedar totalmente sumergido en un río, pero son pocos y no muy frecuentes. De hecho, en la mayoría de ocasiones me encuentro soltando palabrotas a causa del lodo". James Cunningham, de Hardcore Gamer, elogió el juego y dijo: "[...] Spintires es un juego que quiere que la gente juegue y se divierta en lugar de armar estrategias. Los escenarios exteriores son enormes y hermosos, y los mapas tienen mucha personalidad y lugares memorables, pero también son el enemigo. La amigable jugabilidad y los hermosos paisajes hacen que sea fácil subestimar que la naturaleza puede ser maldita e implacable, pero solo se requiere quedarse irremediablemente estancado un par de veces antes de que la ilusión se haga añicos. Después de eso, es hora de aplastar el escenario con los camiones excavadores y soltadores de humo que Spintires tiene para ofrecer". 
Phil Hartup, de New Statesman, calificó a Spintires como el videojuego con los mejores efectos visuales de 2014: "Lo que vi en Spintires fue barro. El mejor barro que he visto en un videojuego. Vi barro que salpicaba y hacía chapotear los vehículos y vi el agua que fluía por entre el labrado de los neumáticos de mi camión y se acumulaba en los surcos de lodo. Lo miraba fijamente, y no solo porque a menudo me encontrara estancado. Puede que sea un juego relativamente pasable sobre camiones y árboles, pero aun así hay mucho que otros juegos podrían aprender de Spintires". 

## Optimización
Es posible configurarlo en tres modalidades a través de Saber Interactive. Encontramos grandes novedades a través de diversos desafíos disponibles, pudiendo completarlos de manera individual o colectiva. Presenta compatibilidad con todos los modos, de manera que la comunidad tenga la posibilidad de crear una mayor cantidad de contenido. 